# 에파비렌즈/라미부딘/테노포비르
에파비렌즈/라미부딘/테노포비르(EFV/3TC/TDF)는 텔루라(Telura)라는 상호명으로 판매되고 있으며, 후천 면역 결핍증을 치료하기 위한 고정 용량의 항레트로바이러스 복합제제이다. 이 약물은 에파비렌즈, 라미부딘과 테노포비르 디소프록실을 함유하고 있다. 2019년을 기점으로, 이 의약품은 세계보건기구에 돌루테그라비르/라미부딘/테노포비르의 대체제로 명시되어있다. 경구로 복용한다.
부작용으로는 관절통, 졸림, 두통, 우울증, 불면증과 가려움증이 있다. 심각한 이상반응으로는 우울증, 정신병 혹은 골괴사증이 있다. 이전에 뇌전증(간질)을 경험한 적이 있는 경우, 발작의 빈도가 증가할 수 있다. 신장 질환을 앓고 있거나 신장에 문제가 있는 경우 이 약물을 복용할 때 지속적인 관찰 및 세심한 주의가 필요하다. 임부에 대한 투여안전성은 확실하지 않다.

위 약물은 세계보건기구의 필수 약물 리스트(World Health Organization's List of Essential Medicines)에 기입되어 있다. 이 복합제제는 2014년 미국에서 부분적인 승인을 받았으며, 2018년 2월에 최종적으로 허가 승인을 받았다. 유효성 및 중요성에 대한 근거는 국경없는 의사회(프랑스의 국제 의료 봉사단, MSF)에서 뒷받침하고 있다.

2020년 미국에서 제네릭 의약품으로 허가 승인을 받은 바 있다.